# 綱島悠斗
綱島 悠斗（つなしま ゆうと、2000年8月15日 - ）は、神奈川県出身のプロサッカー選手。ベルギー・ファースト・ディビジョンA・ロイヤル・アントワープ所属。ポジションはディフェンダー（DF）、ミッドフィールダー（MF）。日本代表。

## 略歴
東京ヴェルディのアカデミー出身。トップチームに昇格することはできず、高校卒業後は国士舘大学に進学し、同サッカー部でプレー。2022年7月7日、2023年シーズンからの東京ヴェルディ加入内定が発表された。
2023年3月12日、J2リーグ第4節の徳島ヴォルティス戦で途中出場し、プロデビューを飾った。4月12日、J2リーグ第9節のブラウブリッツ秋田戦で初スタメン&初ゴールを決めた。
2024年シーズンはチームのJ1昇格によりJ1でプレー。第34節・浦和レッズ戦でJ1初ゴールを決めた。この試合では合計2ゴールを決め、チームの逆転勝利に貢献した。
2025年シーズンは7月にEAFF E-1サッカー選手権2025決勝大会に臨む日本代表に選出された。12日の中国戦ではスタメンでフル出場した。ヴェルディからの代表選出は6年ぶり、ヴェルディの選手が代表の試合に出場したのは17年ぶりとなった。
2025年8月6日、ベルギー・ファースト・ディビジョンA・ロイヤル・アントワープへの完全移籍を発表。

## 所属クラブ
- 相武台FCニューグリーン
- 東京ヴェルディジュニア
- 東京ヴェルディジュニアユース
- 東京ヴェルディユース
- 国士舘大学
- 2023年 -  2025年8月  東京ヴェルディ
- 2025年8月 -  ロイヤル・アントワープFC

## 個人成績
| 国内大会個人成績 | 国内大会個人成績 | 国内大会個人成績 | 国内大会個人成績 | 国内大会個人成績 | 国内大会個人成績 | 国内大会個人成績 | 国内大会個人成績 | 国内大会個人成績 | 国内大会個人成績 | 国内大会個人成績 | 国内大会個人成績 |
| 年度             | クラブ           | 背番号           | リーグ           | リーグ戦         | リーグ戦         | リーグ杯         | リーグ杯         | オープン杯       | オープン杯       | 期間通算         | 期間通算         |
| 年度             | クラブ           | 背番号           | リーグ           | 出場             | 得点             | 出場             | 得点             | 出場             | 得点             | 出場             | 得点             |
| 日本             | 日本             | 日本             | 日本             | リーグ戦         | リーグ戦         | リーグ杯         | リーグ杯         | 天皇杯           | 天皇杯           | 期間通算         | 期間通算         |
| ---------------- | ---------------- | ---------------- | ---------------- | ---------------- | ---------------- | ---------------- | ---------------- | ---------------- | ---------------- | ---------------- | ---------------- |
| 2023             | 東京V            | 23               | J2               | 34               | 2                | -                | -                | 2                | 0                | 36               | 2                |
| 2024             | 東京V            | 23               | J1               | 30               | 2                | 2                | 0                | 1                | 0                | 33               | 2                |
| 2025             | 東京V            | 23               | J1               | 23               | 3                | 3                | 0                | 1                | 1                | 27               | 4                |
| 通算             | 日本             | 日本             | J1               | 53               | 5                | 5                | 0                | 2                | 1                | 60               | 6                |
| 通算             | 日本             | 日本             | J2               | 34               | 2                | -                | -                | 2                | 0                | 36               | 2                |
| 総通算           | 総通算           | 総通算           | 総通算           | 87               | 7                | 5                | 0                | 4                | 1                | 96               | 8                |

出場歴
- Jリーグ初出場 - 2023年3月12日 J2第4節・徳島ヴォルティス戦（鳴門・大塚スポーツパークポカリスエットスタジアム）
- Jリーグ初得点 - 2023年4月12日 J2第9節・ブラウブリッツ秋田戦（味の素スタジアム）
- その他の公式戦
  - 2023年 J1昇格プレーオフ 2試合0得点

## タイトル

### クラブ
国士舘大学
- 総理大臣杯全日本大学サッカートーナメント（2022年）[9]

### 代表
- EAFF E-1サッカー選手権：1回（2025年）

## 代表歴

### 出場大会
- 日本代表
  - EAFF E-1サッカー選手権（2025年）

### 試合数
- 国際Aマッチ 1試合 0得点（2025年 - ）

| 日本代表 | 国際Aマッチ | 国際Aマッチ |
| 年       | 出場        | 得点        |
| -------- | ----------- | ----------- |
| 2025     | 1           | 0           |
| 通算     | 1           | 0           |

### 出場
| No. | 開催日        | 開催都市 | スタジアム         | 対戦国 | 結果 | 監督   | 大会                       |
| --- | ------------- | -------- | ------------------ | ------ | ---- | ------ | -------------------------- |
| 1.  | 2025年7月12日 | 龍仁     | 龍仁ミルスタジアム | 中国   | ○2-0 | 森保一 | EAFF E-1サッカー選手権2025 |